# Deûlémont
Deûlémont (niederländisch: Deulemonde) ist eine französische Gemeinde im Département Nord in der Region Hauts-de-France. Die Gemeinde zählt 1801 Einwohner (Stand 1. Januar 2022) und gehört zum Arrondissement Lille und zum Kanton Armentières.

## Geografie
Das Gemeindegebiet von Deûlémont erstreckt sich über eine Fläche von 9,94 km². Deûlémont liegt am Ufer der Leie (frz. Lys), die hier Grenzfluss zwischen Belgien und Frankreich ist, 15 Kilometer nordwestlich der Innenstadt von Lille.
Umgeben wird Deûlémont von den Nachbargemeinden Warneton im Norden, Comines im Nordosten, Quesnoy-sur-Deûle im Südosten, Frelinghien im Süden sowie Comines-Warneton (Belgien) im Nordwesten.

## Etymologie und Geschichte
Deûlémont wurde 1066 in der Gründungsurkunde der Abtei Saint-Pierre in Lille als „Doulesmons “ erstmals schriftlich erwähnt. Der ursprünglich flämische Ortsname bezieht sich auf die Lage des Ortes an der Mündung der Deûle in die Leie, woher sich auch die moderne niederländische Ortsbezeichnung Deulemonde ableitet.
Während des Ersten Weltkriegs wurde Deûlémont 1917 aufgrund der Kampfhandlungen zwischen Britischem und Deutschem Militär evakuiert und völlig zerstört.

## Bevölkerungsentwicklung
| Jahr      | 1962 | 1968 | 1975 | 1982 | 1990 | 1999 | 2008 | 2020 |
| Einwohner | 898  | 866  | 951  | 1360 | 1368 | 1461 | 1606 | 1843 |

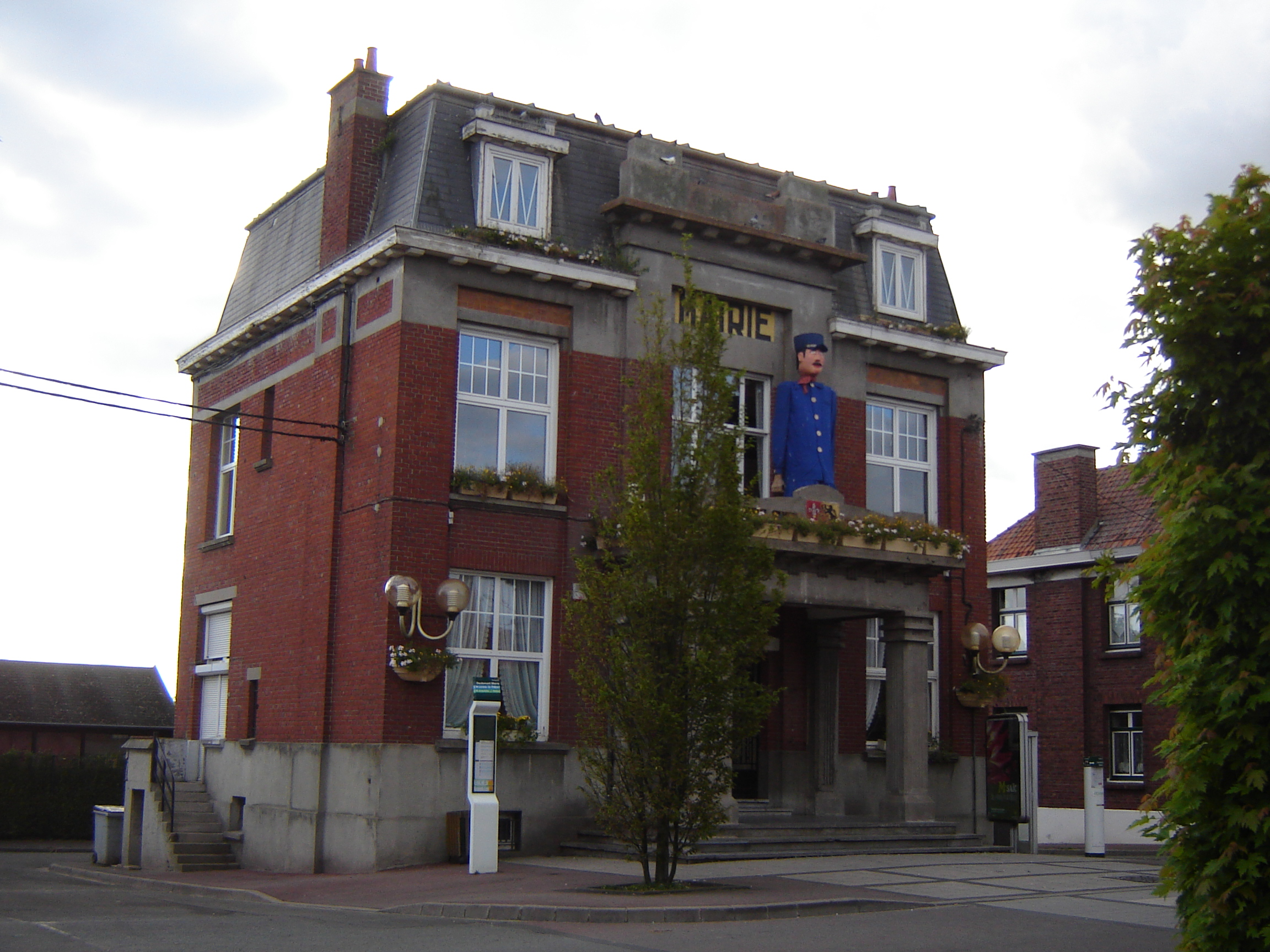
Rathaus
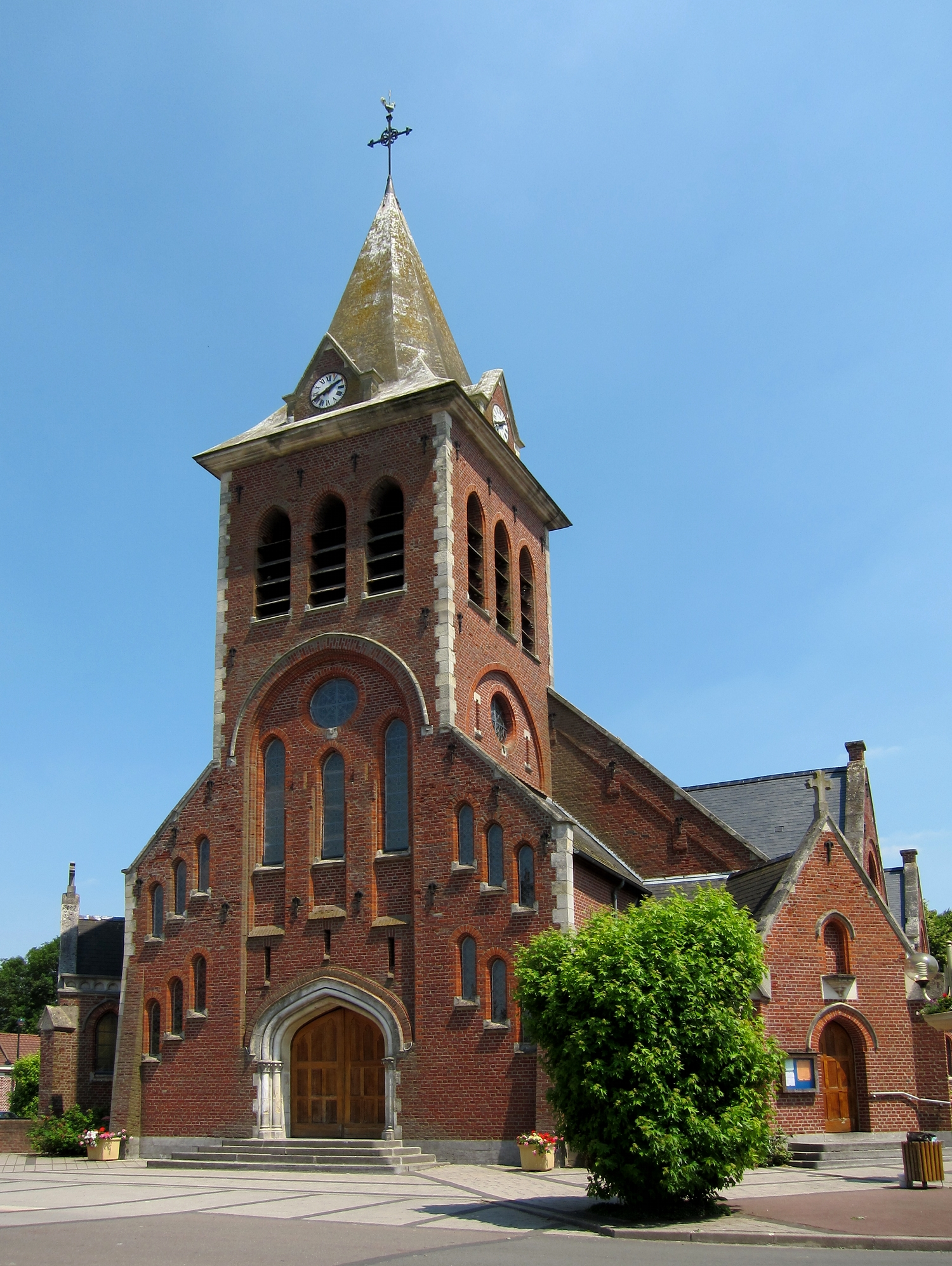
Vorderansicht der Kirche Saint-Symphorien
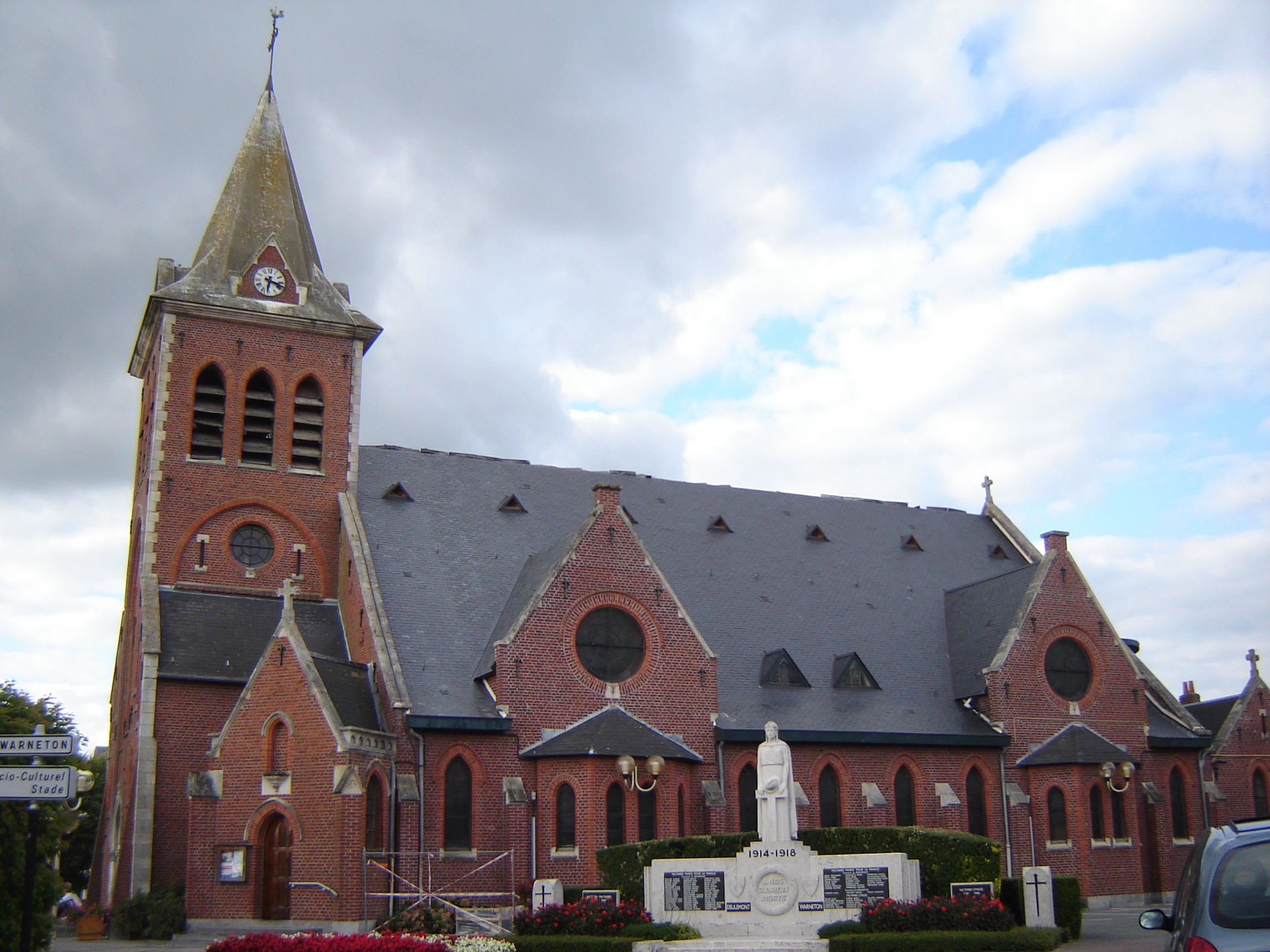
Seitenansicht der Kirche Saint-Symphorien
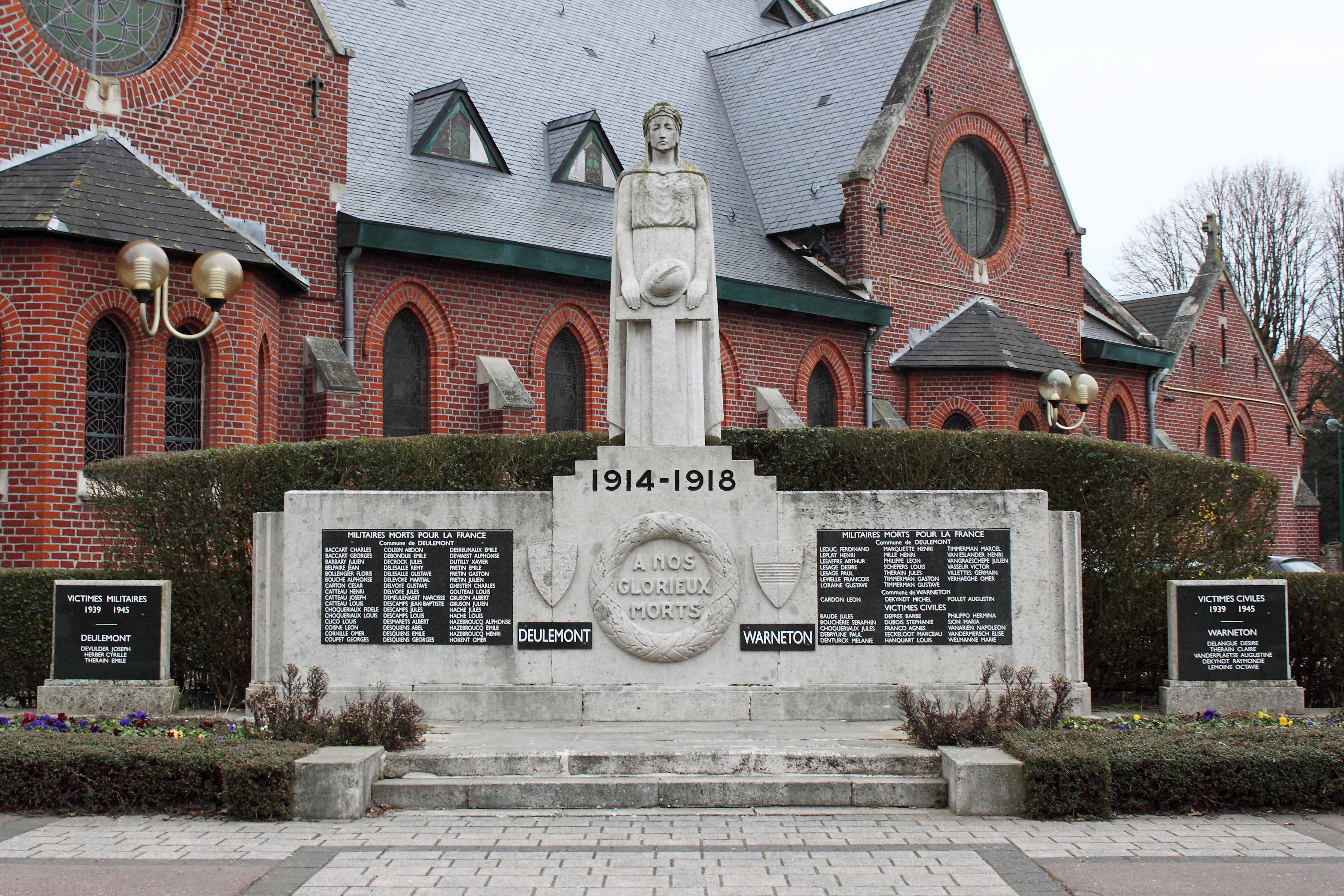
Kriegerdenkmal